# Nicolas Krick
Vous lisez un « article de qualité » labellisé en 2012.
Nicolas Michel Krick (né le 1er mars 1819 à Lixheim en Meurthe, et mort le 1er septembre 1854), est un prêtre lorrain, devenu missionnaire des Missions étrangères de Paris en 1848. Il meurt assassiné avec Augustin Bourry alors qu'il tente de rejoindre le Tibet.
Né dans une famille lorraine, de tendance politique démocrate, il entre au séminaire en 1839 et est ordonné prêtre en 1843. Après quelques années de sacerdoce, il rejoint les Missions étrangères de Paris. Il est envoyé en mission au Tibet avec trois autres confrères. Comme il est impossible d'y accéder par la Chine qui interdit l'entrée de son territoire aux étrangers, ils partent en Inde du Nord afin de découvrir un passage au Tibet par le Sud. Après plusieurs mois de tentatives infructueuses, Nicolas Krick devient le premier Européen à accéder au Tibet par cette voie. Il fait le récit de sa traversée de l'Inde du Nord et de ses expériences dans sa Relation d'un voyage au Thibet par M. l'abbé Krick, puis l'envoie à Paris. Cette Relation permet de faire progresser considérablement les connaissances alors très limitées que l'on a des tribus Mishmi et du Tibet. Après avoir réussi à y pénétrer, il doit quitter le Tibet face aux menaces qu'il subit.
Il retourne dans la vallée de l'Assam (Inde du Nord) et tombe malade. Après plusieurs mois de convalescence, il repart au Tibet accompagné d'Augustin Bourry, un nouveau missionnaire qui l'accompagne. Ils parviennent à grand-peine à la frontière du Tibet, avant d'être assassinés dans des conditions demeurées mystérieuses. Sa mort est très vite considérée par les catholiques comme un martyre.
Alors que Nicolas Krick était principalement connu pour sa  Relation d'un voyage au Thibet par M. l'abbé Krick, la conversion rapide à la fin du XXe siècle de tribus Mishmi au christianisme contribue à donner à Nicolas Krick et Augustin Bourry une nouvelle notoriété. Les deux missionnaires étant alors considérés par les nouveaux convertis comme les fondateurs de leur Église, l'évêque de celle-ci décide d'entamer la procédure en vue de leur béatification.
Les écrits de Nicolas Krick, et notamment son journal, sont une référence pour les ethnologues qui étudient les tribus de l'Inde du Nord, en particulier les Mishmis. Ses descriptions des lieux, mais aussi des coutumes locales représentent les principales sources écrites du XIXe siècle pour ces tribus qui n'ont que des traditions orales.

## Biographie

### Jeunesse
Michel Krick épouse Élisabeth Dubourg, une fille de jardinier, et ouvre une boutique de tailleur. De leur union naît tout d'abord Catherine en 1816. Le 1er mars 1819 à Lixheim (Meurthe) naît Michel, que l'on appellera en réalité du prénom de son parrain : Nicolas,. Trois autres enfants suivent : Joseph en 1823, Nicolas Alexis en 1824 et Marie-Élisabeth en 1826. La naissance de Marie-Élisabeth en 1826 se passe mal et Élisabeth meurt en couches. Nicolas Krick est alors orphelin à l'âge de sept ans. Son père Michel épouse en secondes noces Anne Prévost, elle aussi veuve,. Nicolas passe alors de nombreuses heures dans la boutique de son père. Les contacts qu'il y a avec les clientes affine sa sensibilité à l'égard des femmes, trait que l'on retrouve sans peine dans ses écrits et ses sermons.
Très peu de renseignements sur l'enfance et l'adolescence de Nicolas Krick sont disponibles. Ses écrits postérieurs permettent malgré tout de comprendre qu'il a grandi dans une ambiance relativement libérale et très favorable à la démocratie et à la liberté. La femme de son père, Anne Prévost, ancienne épouse de militaire, devait sans doute partager les idées de son ancien mari républicain. Nicolas Krick a des lectures éclectiques allant des écrivains romantiques comme Chateaubriand à Voltaire et Rousseau.
Il entre le 4 novembre 1839 au grand séminaire de Nancy,. Même si l'on ignore ce que fait à l'époque Nicolas Krick, on sait que l'entrée au séminaire exige la connaissance du latin. Fils d'artisan, Nicolas a un profil un peu atypique, dans la mesure où le séminaire est principalement composé de fils de notables et de paysans.
Le séminaire de Nancy fonctionne sur le modèle sulpicien : une formation très axée sur les exercices de piété, la méditation et la prière. Quant aux études, elles se concentrent sur la théologie et l'Écriture sainte. Le séminaire de Nancy a donc adopté un règlement très rigoureux et exigeant. Par ailleurs, il possède une grande bibliothèque (la plus fournie des séminaires français d'alors), un atout pour le dynamisme intellectuel de l'établissement qui va de pair avec le grand respect de la liberté de penser de chacun qu'il pratique. Dans l'un de ses sermons, Nicolas Krick prend la défense de la liberté de conscience, thème de prédilection à l'époque de l'anticléricalisme : « Ceux donc qui croyaient étouffer par ce moyen l'Église elle-même étaient loin de prévoir que cette liberté de conscience qui dans leurs mains n'était qu'un instrument de destruction et de mort devait servir au triomphe suprême : la vérité religieuse »,.
Lors de la quatrième année du séminaire, il a pour confrère Augustin Schoeffler. Ils sont nés dans des localités voisines et entrent aux Missions étrangères de Paris. C'est peut-être à ce moment-là que se naît la vocation missionnaire de Nicolas Krick. En 1842, il est sous-diacre. Le 13 décembre 1843, il est ordonné diacre et le 1er juin 1844, prêtre, à l'âge de vingt-quatre ans, comme la plupart des prêtres de son époque.

### Prêtre lorrain
Après son ordination, il est nommé vicaire à Gerbéviller en Meurthe-et-Moselle puis en 1847, deuxième vicaire de Phalsbourg (Moselle), paroisse d'où est originaire Augustin Schoeffler. Nicolas Krick met par écrit tous ses sermons ; de la période de Gerbéviller et de Phalsbourg, soixante-douze sont conservés aux archives des Missions étrangères. Leur style démontre qu'il était très exigeant sur le plan spirituel vis-à-vis de ses paroissiens.
En 1848, alors que les Révolutions secouent l'Europe, dans sa paroisse Nicolas Krick suit de près les évènements : ses homélies défendent un catholicisme libéral comme l'attestent leurs titres « Seule la religion donne la vraie liberté » ou « Nécessité de la religion dans la démocratie ».
Dans ses homélies, Nicolas Krick se montre aussi ardent patriote, patriotisme qui ne l'empêche pas d'entamer les démarches nécessaires pour devenir missionnaire en Asie. Le 21 août, il annonce son possible départ pour les Missions étrangères de Paris et le 28 octobre 1848 il y est aspirant, en même temps que Théophane Vénard et Augustin Bourry,. Au cours de ces années à Paris, il développe une relation proche de ses fidèles. La correspondance qu'il entretient après son départ démontre qu'il entretient les amitiés qu'il a nouées à cette période de sa vie.

### Les Missions étrangères de Paris

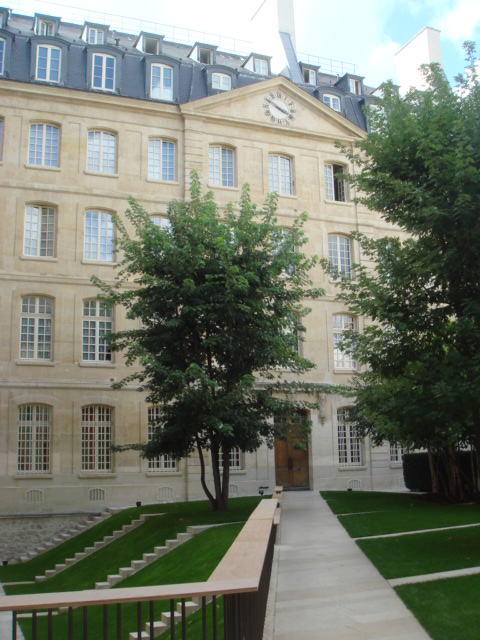
Séminaire des Missions étrangères de Paris, 128 rue du Bac, Paris.

L'une des hypothèses qui explique son entrée aux Missions étrangères de Paris est sa rencontre avec Augustin Schoeffler qui y entre également. Une autre raison possible est la lecture des Annales de la propagation de la foi, alors très répandues, racontant la vie des missionnaires. Sa foi a sans doute joué aussi un rôle important, son abandon à la Providence  ses méditations sur les missions que l'on découvre dans l'une de ses homélies : « Quand l'homme par sa soumission à la conduite de Dieu s'est élevé bien au-delà de la sphère de ses craintes et de ses espérances, rehaussant ainsi le noble privilège de sa raison par l'espèce d'abandon qu'il en fait entre les mains de Celui dont il dépend (...) Je crois parce que Dieu m'a parlé, parce que ses apôtres ont parlé. Je crois parce que des milliers de martyrs ont scellé de leur sang les vérités qu'on propose à ma foi ». Nicolas Krick voit dans la vocation missionnaire le sommet de la vie chrétienne : « Le serviteur n'est pas plus que le maître, (...) donner sa vie pour annoncer la bonne nouvelle c'était le droit chemin du ciel, (...)  si on récompense ceux qui se lancent dans le feu, dans l'eau, à la bouche du canon pour sauver des vies mortelles, il y a aussi une récompense pour le missionnaire ».
Le contexte de son entrée aux Missions étrangères de Paris est mouvementé : la révolution de 1848 conduit à l'établissement de la Deuxième République en France. L'année précédente, le pape Grégoire XVI fait ériger le vicariat apostolique de Lhassa (27 mars 1847), au Tibet, et le confie aux Missions étrangères de Paris. L'envoi de missionnaires au Tibet est rendu difficile par l'opposition des lamas bouddhistes.
Face aux difficultés et aux oppositions des Chinois, les supérieurs des Missions cherchent à pénétrer au Tibet par le Sud, l'Inde et l'Himalaya. Cette solution est favorisée par le fait que le vicaire du Bengale cherche à se débarrasser de la responsabilité de la région de l'Assam, située au nord de Calcutta : il voit dans l'arrivée des Missions étrangères de Paris la possibilité de se décharger de cette région immense où les catholiques sont peu nombreux. Le rattachement de la région d'Assam au vicariat apostolique de Lhassa est accepté.
Deux problèmes subsistent. D'une part, aucun Occidental n'a jamais traversé l'Himalaya par le Sud pour atteindre le Tibet et les missionnaires ne disposent pas d'informations sur la façon d'y accéder. D'autre part, cette mission étant assez difficile et périlleuse, les supérieurs des missions étrangères de Paris doivent trouver des personnes relativement expérimentées. Après avoir pris pendant plusieurs mois des renseignements sur ceux qui seraient les plus aptes, ils choisissent Julien Rabin, Nicolas Krick et Louis Bernard, déjà tous ordonnés prêtres et possédant une expérience pastorale. Ils reçoivent une formation spécifique afin de préparer cette mission : apprentissage de l'anglais et du tibétain avec Philippe-Édouard Foucaux, le premier tibétologue français,, mais aussi étude de la médecine à l'hôpital Necker sur les conseils de missionnaires ayant réussi à passer au Tibet par la Chine,. Après une période de préparation de plusieurs mois, plus longue que la période habituelle, les trois confrères sont envoyés par le supérieur des Missions étrangères, le père Charles-François Langlois, et partent le 23 décembre 1849 pour Portsmouth.

### Missionnaire au Tibet

#### Préparation de la mission tibétaine en Inde

Région de l'Assam au Nord de l'Inde par lequel il est choisi d'accéder au Tibet

Leur bateau appareille de Portsmouth le 1er janvier 1850 et ils arrivent à Madras le 26 avril 1850. Ils sont accueillis par l'archevêque anglais, Mgr Farrell, qui les héberge et fait part de leur venue dans le journal Bengale catholique. L'accueil est chaleureux, mais très vite les trois missionnaires tombent malades, victime de bourbouille. Après quelques jours, ils partent pour Calcutta pour l'Ascension. Les Anglais se montrent très intéressés par leur mission, mais l'intérêt de la presse anglaise porte moins sur le côté missionnaire que sur l'itinéraire menant au Tibet, qui n'avait encore jamais été exploré,.
Les supérieurs des Missions étrangères de Paris décident de nommer Julien Rabin supérieur de la mission. Ce dernier leur fait parvenir régulièrement des rapports sur l'évolution de l'expédition. Afin de se rapprocher du Tibet, les missionnaires quittent Calcutta le 14 juin 1850 pour s'installer à Guwahati dans la région de l'Assam. Ils réalisent alors toute la difficulté de l'entreprise : la multiplicité des dialectes et des langues va rendre leur progression très pénible. Ils décident donc de les étudier à raison de six heures par jour.
Le supérieur de la mission, Julien Rabin, veut faire de Guwahati le centre de la mission, alors que cette ville se situe loin du Tibet. Il écrit à ses supérieurs pour leur faire part de sa volonté d'y construire un collège afin de faire rayonner le catholicisme dans la région et de faire de cette ville le centre de leurs activités. Ses projets semblent de plus en plus irréalistes. Les conditions de vie sont très rudimentaires : les missionnaires sont installés dans un bungalow insalubre et Julien Rabin est fréquemment malade,. À la suite de ses lettres, les supérieurs des Missions étrangères de Paris rappellent Julien Rabin à l'ordre et soulignent que les missions étrangères de Paris n'ont ni les moyens financiers ni les moyens humains pour fonder ce collège et que l'objectif qui lui est assigné est le Tibet, non la région d'Assam.
Par ailleurs des tensions commencent à apparaître entre les missionnaires : Julien Rabin décide alors de déléguer une partie de son autorité à Louis Bernard, et Nicolas Krick est envoyé en mission dans le Haut-Bengale à la demande de l'évêque de Dacca. Alors que son voyage ne doit initialement durer que six semaines, Nicolas Krick s'attarde quatre mois auprès des petites communautés chrétiennes de la région. Le seul témoignage sur cette période est un commentaire très favorable de Mgr Carrew, au gouverneur général des Indes quand il apprend la mort de Nicolas Krick : « Je connaissais personnellement Nicolas Krick. C'était un homme extrêmement aimable et plein de talent ».
Pendant ce temps les deux missionnaires Julien Rabin et Louis Bernard tentent des expéditions vers le Tibet, mais tombent malades. Louis Bernard va se soigner à Goalpara puis revient à Guwahati le 1er février 1851, le jour où Julien Rabin tombe malade à son tour. Ce dernier se lance malgré tout dans une expédition, mais l'hostilité des régions traversées, l'absence de guide et la maladie le contraignent à faire demi-tour.

#### Premières tentatives d'explorations de l'Inde du Nord
Le 30 mars 1851, Nicolas Krick revient de mission et décide de faire une nouvelle exploration seul. Il remonte le Brahmapoutre pour tenter de trouver un passage vers le Tibet, allant vers les tribus des Abors, des Mishmis et des Khamtis. Il part avec les Anglais, arrive à Saikhoa le 26 septembre et se rend compte que toute traversée des territoires Abors est impossible du fait de l'hostilité des Mishmis. Il demande aux Anglais de l'aider à traverser les régions habitées par les Abors. Ceux-ci refusent, affirmant ne pouvoir garantir sa sécurité. Les Abors ont des tatouages en forme de croix, ce qui l'intrigue beaucoup : il y voit le signe d'une évangélisation très ancienne. Il retourne dans la région du Lohit afin d'y préparer une nouvelle expédition, cela en dépit du fait que tous les explorateurs anglais qui l'ont précédé aient échoué, en 1826, en 1837 (avec William Griffith) et en 1846.
Nicolas Krick, ne pouvant passer par les territoires Abors, poursuit sa route et passe par Mangaldai le 28 mai 1851. Il découvre une route pour Lhassa praticable de novembre à février. Apprenant que l'on réclame un prêtre, il part pour Nowgong, où il est accueilli par un docteur français Monsieur Pingault, et il commence sa première mission auprès des quelques convertis présents. Il donne la première communion aux adultes baptisés, et convertit au catholicisme l'épouse du docteur, très marquée par ses prédications et qui demande le baptême.
Pendant ce temps, la situation à Guwahati se détériore : le choléra et l'incendie de la ville compliquent la vie des deux missionnaires qui y sont restés. Ils tentent une mission d'exploration au Mangaldai proche du Bhoutan. Ils tombent malades. Victimes de dysenterie, ils regagnent Guawahati. Cet échec, les maladies qui se succèdent aux maladies ont raison de la détermination de Julien Rabin. Après s'être rendu à Goalpara pour se soigner, il prend en quelque sorte secrètement la décision d'abandonner la mission et de retourner en France : il ne prévient pas Louis Bernard de cette décision et n'attend pas le retour de Nicolas Krick. Ce n'est qu'au début de l'année 1852 que Louis Bernard informe les Missions étrangères de Paris du départ de l'ancien supérieur de la mission. Lui-même décide de louer une petite chambre afin d'économiser de l'argent. Quelques mois plus tard il apprend le retour de Nicolas Krick à Guawahati.

#### Première exploration du Tibet

##### Exploration de l'Himalaya

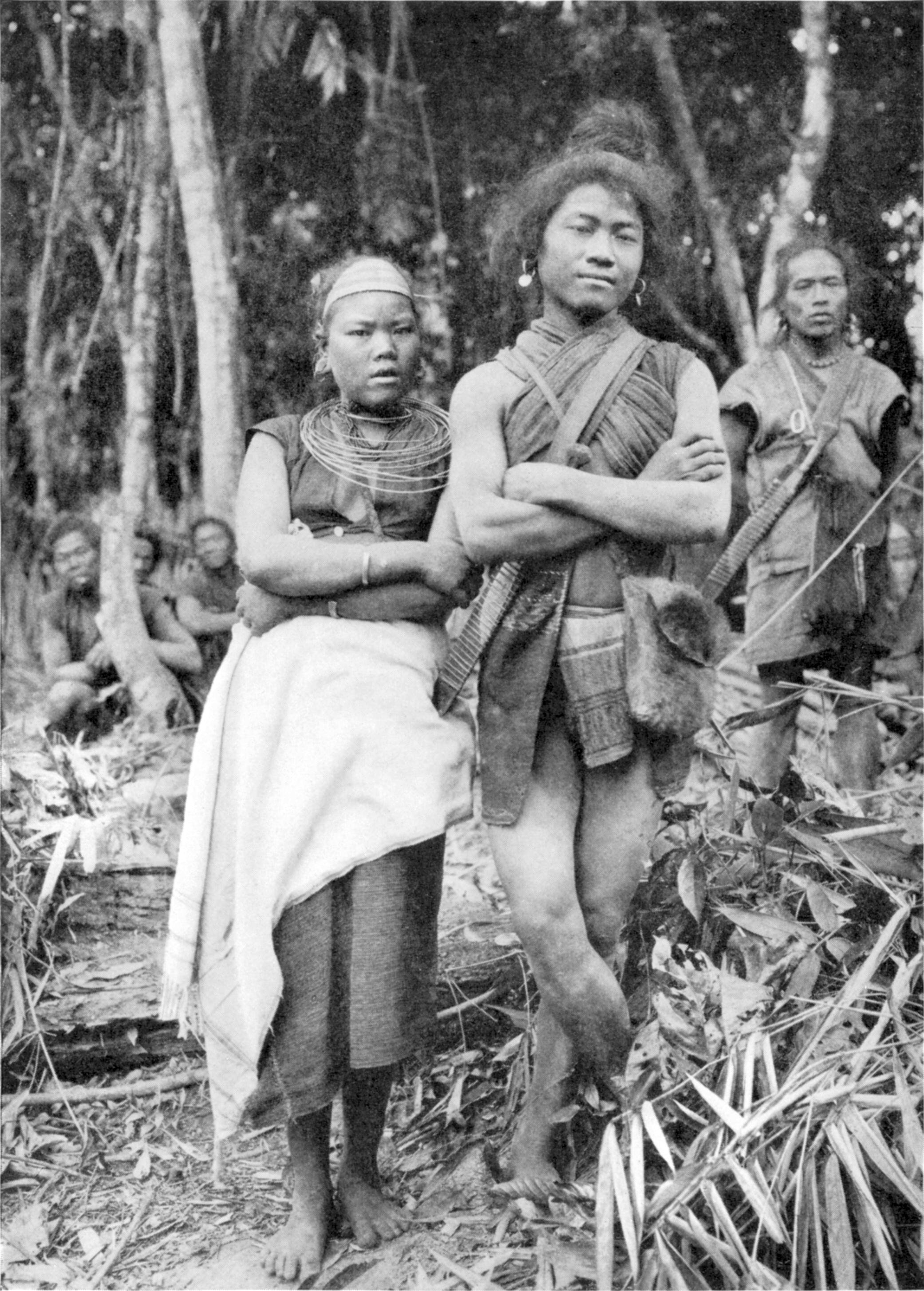
Photographie des membres de la tribu Mishmi prise par Joseph Rock en 1922.

Après s'y être longuement préparé, Nicolas Krick s'engage dans l'exploration de l'Inde du Nord afin d'y trouver une route vers le Tibet. Il se met à la recherche de porteurs avec un guide (Tchôking). Malgré la peur des tribus Mishmis, qui ont une réputation d'esclavagistes, Nicolas et Tchöking parviennent à recruter 17 porteurs et l'expédition débute le 18 décembre 1851. Nicolas Krick prend de nombreuses notes, effectue des mesures topographiques, géologiques, zoologiques ou botaniques à chaque halte. Le 19 décembre, il mange du singe. Le 20, il rencontre les premiers membres de la tribu Mishmi. L'expédition continue d'être dangereuse et difficile notamment en raison un peu plus loin des chemins empruntés qui côtoient des précipices dans les premiers contreforts de l'Himalaya.
La rencontre avec le premier village Mishmi est très pacifique. Nicolas Krick ne sachant pas communiquer autrement se sert de sa flûte. Il est touché par l'hospitalité Mishmi. Le groupe poursuit sa route, en dépit du fait que les Mishmis et les Tibétains se font la guerre. Ils arrivent le 24 décembre 1851 chez Khroussa, un chef de village, et apprennent que les Mishmis envoient un ambassadeur auprès des Tibétains pour mettre fin à la guerre. Khroussa affirme qu'il n'est pas possible d'aller plus loin tant que la paix n'est pas conclue. Les porteurs exigent de Nicolas Krick ce qu'il leur doit, ce qu'il fait et ils l'abandonnent lui et ses bagages. Il confie à son journal le découragement qui l'assaille loin de l'euphorie des premiers jours : « Si je n'avais pas été missionnaire j'eus dit : « retournons ». C'est du reste ce que tous mes gens se promettaient bien de faire ».
Krick, voulant coûte que coûte continuer sa route, parvient à obtenir après force négociations que des Mishmis l'aident à transporter son matériel en échange de deux vaches. Il arrive à un nouveau village, y est considéré comme une bête de cirque. Tous les habitants désirent voir cet homme à la peau blanche et aux poils blonds : « Ils me faisaient attendre mais je tins bon avec ma pipe jusqu'à onze heures, alors les dames se retirèrent ; je ris sous ma cape de les avoir attrapées. Je fis ma prière puis me déshabillai. Mais toutes les femmes revinrent en courant et se jetèrent autour de moi comme s'il s'était agi d'une éclipse de Soleil. Je n'eus rien de mieux à faire que de m'envelopper dans ma couverture ».
Le 28 décembre, son guide Tchôking le quitte et Nicolas Krick reste avec deux Mishmis. La nuit suivante, il se fait voler ses bagages, mais malgré cette déconvenue, il reprend la route décidant de faire confiance à la Providence. Le 30 décembre 1851, il rencontre trois chefs qui reviennent du Tibet. Dans la nuit du 30 au 31, il se fait voler une partie de son riz et apprend par les porteurs qu'il est menacé de mort. Plus il s'avance vers le Tibet, plus la situation devient périlleuse. Au début de l'année 1852, il soigne un de ses porteurs blessé à la jambe. Le 4 janvier, il parvient à faire fuir deux individus qui cherchent à l'agresser en tirant en l'air avec son fusil.

##### Exploration du Tibet

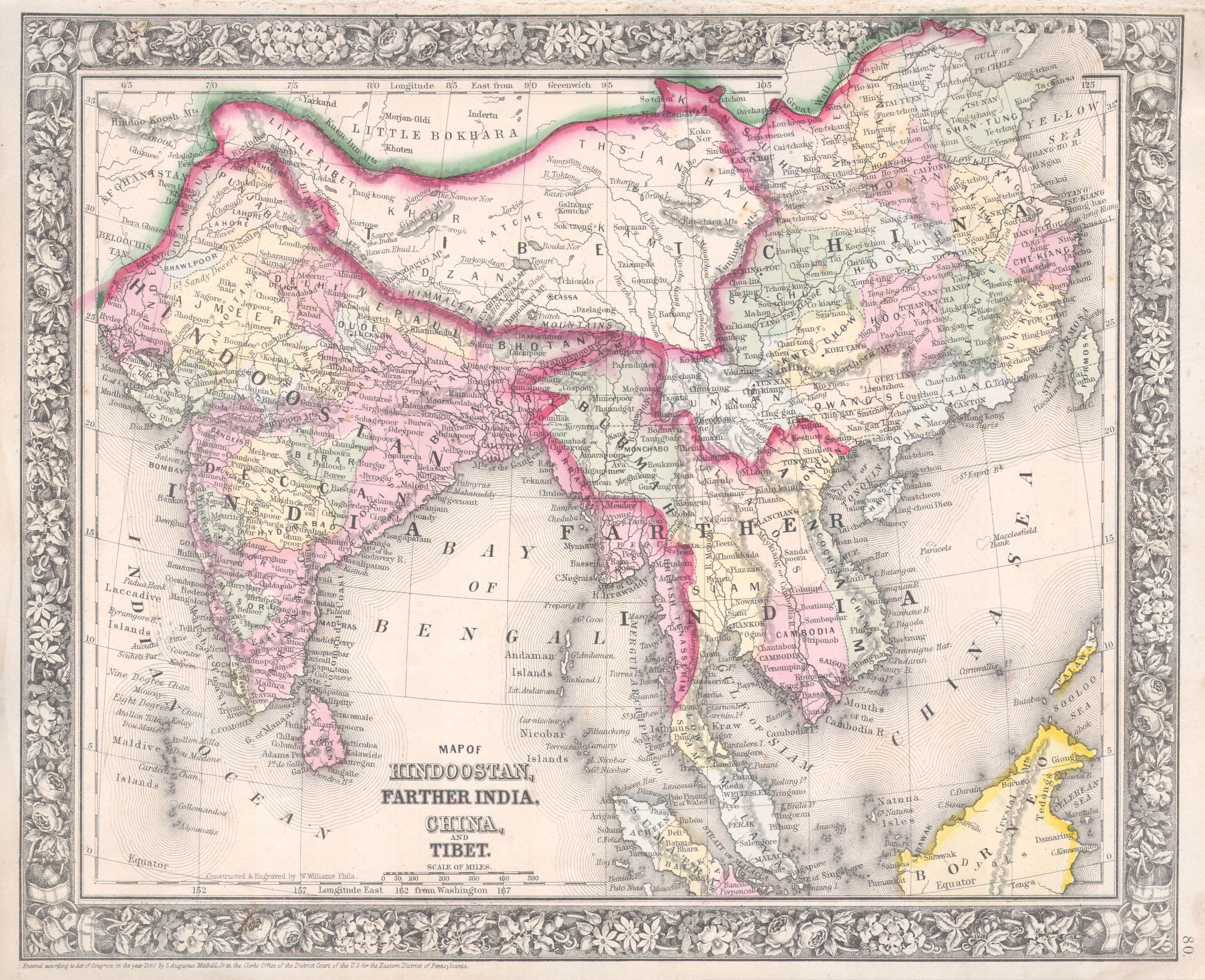
Carte de l'Inde et du Tibet en 1864 par le géographe Samuel Augustus Mitchell

Le trajet qu'il parcourt est de plus en plus long. Le 5 janvier 1852, il peut enfin noter dans son journal l'arrivée au Tibet : « Ici la vallée s'élargit. La montagne se couvre de pins grands et vigoureux. On a mis le feu à l'herbe. Il me semble être dans les montagnes des Vosges. Je vois au loin un assemblage de points noirs. Je me demande ce que c'est. On me dit : « village tibétain ». Je fais deux pas de plus et j'en découvre un autre à mes pieds. Tibet ! Tibet !! Tibet !!! »,. Il parvient sans doute dans la localité d'Along, où les villageois viennent l'observer puis s'en vont. Les porteurs Mishmis, ayant réclamé leur argent, s'en vont aussi, le laissant seul. Croyant en l'hospitalité plus grande des Lamas, il dépense jusqu'au dernier sou pour gagner le couvent le plus proche, celui de Sommeu. Du moins c'est ainsi qu'il nomme l'endroit où il parvient mais cette localisation de « Sommeu » est actuellement discutée et n'est pas identifiée avec certitude. On l'y observe comme une bête de foire : « Ils m'ouvrirent la bouche, me comptèrent les dents, me regardaient dans le nez, comptaient mes doigts de mes mains. Ils trouvaient que j'étais un être inconnu, mi-homme, mi-animal, mais tenant des deux ».
Les Tibétains sont très accueillants : ils invitent Nicolas Krick à prendre le repas avec eux. Il sort des couverts, ce qui fait sensation. Un inspecteur tibétain, Noboudji, vient le voir avec un traducteur et lui demande s'il est soldat. Après avoir demandé plus d'explications, il se montre amical et repart. Nicolas Krick observe pendant quelques jours les rites tibétains, tout en évitant d'y participer directement. Les Tibétains demandent à Nicolas Krick des bénédictions, ajoutant enfin foi à sa qualité de religieux. Il note dans son journal l'ensemble des observations qu'il parvient à faire sur son exploration du Tibet. Le 31 janvier, l'inspecteur Noboudjji revient voir Nicolas Krick et deux jours plus tard lui demande de partir, prétextant une nouvelle guerre, tout en lui donnant une lettre facilitant ses déplacements,.

##### Retour du Tibet

Carte de l'Arunachal Pradesh à la frontière du Tibet

Nicolas Krick quitte le Tibet. il peut manger à nouveau à sa faim grâce au riz que les Tibétains lui ont procuré. Accompagné de deux porteurs, il arrive à la frontière le 5 février, mais, pendant la nuit, ses porteurs l'abandonnent. Chez les Mishmis, il échange sa couverture contre le service de guides qui eux aussi l'abandonnent. Le voyage est d'autant plus difficile que la saison des pluies commence. Il arrive dans une tribu Mishmi dont le chef veut sa mort. Une femme de la tribu ayant réclamé son intervention pour guérir son mari blessé au pied, il lui est permis de demeurer quelques jours dans la tribu sans que les menaces ne soient mises à exécution. Mais il se sait en danger et se prépare à la mort. Les soins pratiqués par Nicolas Krick soulagent le malade et il peut négocier son départ.
Il arrive le 19 février dans une nouvelle tribu où il reçoit enfin un bon accueil du chef. Il y reste quelques jours, note dans son journal les observations qu'il a faites de cérémonies religieuses et se repose. Tême, un Mishmi, l'accompagne jusqu'au village suivant, lui permettant de bénéficier d'une protection et de ne pas subir les violences ou les vols des tribus voisines. Il arrive dans la tribu de Khoussa et y est bloqué pendant une semaine du fait de violents orages. Il en profite pour négocier l'aide de guides pour l'accompagner jusqu'à Saikhoa. Les conditions du voyage sont extrêmement difficiles : les déplacements pendant la saison des pluies, la diminution des rations de riz poussent Nicolas Krick et ses porteurs à poursuivre leur marche afin de ne pas mourir de faim. Après plusieurs jours, Nicolas Krick arrive, avec l'aide de pêcheurs, à Saikhoa, où il rencontre le capitaine Smith, le 18 mars 1852. Le récit de son exploration au Tibet s'achève sur la mention de cette dernière rencontre. Le journal qu'il envoie sera publié sous le titre : Relation d'un voyage au Thibet par M. l'abbé Krick.

#### Mission solitaire au Tibet

##### Retour de l'expédition et nomination comme supérieur
De retour du Tibet, Nicolas Krick descend à Nowgong où il arrive à Pâques. Ce sont les retrouvailles avec le docteur Pingault qui a construit en son absence une chapelle à ses frais, puis avec Louis Bernard. Nicolas Krick conseille à ce dernier de s'installer à Nowgong et lui fait faire le tour des confréries de la région. En même temps, Krick rédige un nouveau journal où il note ses observations. Quand il l'a terminé le  27 octobre il l'envoie au professeur Philippe-Édouard Foucaux.
À Nowlong il reçoit des nouvelles des Missions étrangères de Paris, qui le félicitent pour son exploration du Tibet et lui annoncent la venue d'Augustin Bourry en lui demandant de l'emmener dans sa prochaine expédition. Louis Bernard reste à Assam localité désormais considérée comme la base arrière de la Mission.
Nicolas Krick repart. Il profite de la saison sèche pour explorer la région. Il passe par Saikhoa en vue d'éviter la tribu Mishmi, prend contact avec d'autres tribus : celles des Soulikattas (cheveux coupés), des Abors et des Padams (la tribu avec les tatouages en forme de croix). Au moment du départ, il reçoit une deuxième lettre des Missions étrangères de Paris où il apprend qu'il est nommé supérieur de la mission pour le Tibet.
Ce sera sa dernière mission en solitaire dont il fera deux rapports, l'un pour les Missions étrangères de Paris, l'autre pour les médecins de l'hôpital Necker.

##### Mission chez les Abors
En février 1853, il part en expédition emportant pour rejoindre la tribu Abor. Ces derniers sont méfiants et interdisent l'entrée de leur territoire à tout étranger. De fait, depuis 29 ans, il est également interdit aux Anglais d'aller par là au Tibet.
Il tente, malgré sa très faible connaissance de la langue locale, de démontrer qu'il n'est pas un Anglais, mais un religieux (Dondaï). Le village Mebo l'accepte : pour les habitants, un religieux est avant tout un chasseur de démons, il doit guérir toutes les maladies, celles-ci étant considérées comme provoquées par de mauvais esprits. Les Dondaïs pratiquent des exorcismes et offrent des sacrifices afin de guérir les maladies. Nicolas Krick tente de soigner les maladies à partir des connaissances acquises aux cours de l'hôpital Necker, dans l'intention de prouver par là qu'il n'est pas un espion anglais. Non sans difficulté : « Bien entendu, je n'étais pas homme à guérir toutes les maladies. Quand je leur disais que je ne pouvais guérir telle maladie, ou que je n'avais pas de remède, ils se fâchaient et m'accusaient de mauvaise volonté. Bon gré mal gré, j'étais obligé de leur donner quelque chose, ne fût-ce qu'un peu d'eau, alors ils étaient contents. Au fond il n'était pas difficile de faire des merveilles. Un peu de soin et de propreté, du cérat, des purgatifs, faisaient plus que tous les sacrifices de chiens, de poules et de cochons. Je vis le moment où ils allaient me prendre sur les épaules et me porter en triomphe ».
Il est obligé de poursuivre son office de médecin. Le prestige qu'il conquiert du fait des guérisons obtenues suscite la jalousie des Dondaïs qui l'accusent de sorcellerie. Il est chassé du village, mais les malades qu'il a guéris réclament à nouveau sa présence ce qui lui permet d'y rester. Nicolas Krick écrit aux Missions étrangères de Paris afin de demander des trousses de premiers soins, mais l'incendie du village et l'attaque d'une vache par un tigre mettent un terme à son séjour : les habitants lui demandent de partir. Il obtempère, le Vendredi saint, en plein orage,. Il rédige alors deux rapports, l'un pour les supérieurs des Missions étrangères de Paris, l'autre pour le docteur Bousquet, où il décrit les us et coutumes des Abors, faisant preuve d'une grande ouverture d'esprit pour l'époque. Il conclut d'ailleurs ce rapport comme suit : « Assurément Paris est plus corrompu que Membo ».

##### Maladie et convalescence
De retour chez les Abors, Krick tombe gravement malade. La fièvre dont il souffre s'accompagne d'un fort affaiblissement ou d'une dépression et ses forces diminuent. Il regagne Saikhoa espérant y voir le nouveau missionnaire Augustin Bourry,. Son état de santé s'aggrave et il décide de retourner pendant le mois de mai à Nowgong afin de pouvoir bénéficier de soins médicaux. À Nowgong, un médecin qui le prend en charge pense que son état est désespéré. Cloué au lit, dans un état dépressif durant des mois, il n'écrit aux supérieurs des Missions étrangères de Paris que le 20 septembre 1853. Il leur parle de sa maladie : « Six mois de cette affreuse maladie avec tous les violents remèdes m'ont totalement épuisé. Je ne suis plus que l'ombre de ce que j'étais. Je n'ai plus que la peau laissée sèche et ridée sur les os. Cette fièvre est inconnue en Europe. Elle tue en moins de 24 heures et ceux qui en réchappent sont démoralisés et propres à rien pendant plusieurs mois ». Dans sa lettre, il se plaint de l'absence de directives données par les Missions étrangères de Paris :  la mission au Tibet est une mission dans un pays éloigné et difficile d'accès, entre les missionnaires et Paris, les correspondances sont rares et les communications malaisées.
Au cours du mois de septembre 1853, alors qu'il paraît aller mieux, son visage se met à enfler. Cette nouvelle épreuve et une lettre qu'il reçoit des Missions étrangères de Paris transforment son état d'esprit et ses motivations profondes de missionnaire marquées par un plus grand détachement, plus spirituelles qu'auparavant. Le 15 octobre il écrit aux directeurs des Missions étrangères de Paris : « Dieu soit béni de m'avoir envoyé cette épreuve. Elle est plus efficace que tous les dangers et toutes les peines de mes voyages pour purifier mon âme… Notre mission est mise à son début à bien des épreuves mais il faut espérer qu'un jour elle fleurira et rendra au centuple. Assurez le Conseil que nous ferons tout pour réussir et que nous sommes prêts à faire le sacrifice de tout, de la vie même pour la gloire de Dieu ». Au mois de novembre 1853, après plusieurs mois de convalescence à Nowgong, il peut enfin partir pour Saikhoa et y rejoindre les deux confrères qui l'attendent.

#### Mission vers Lhassa

##### Rejoindre Lhassa

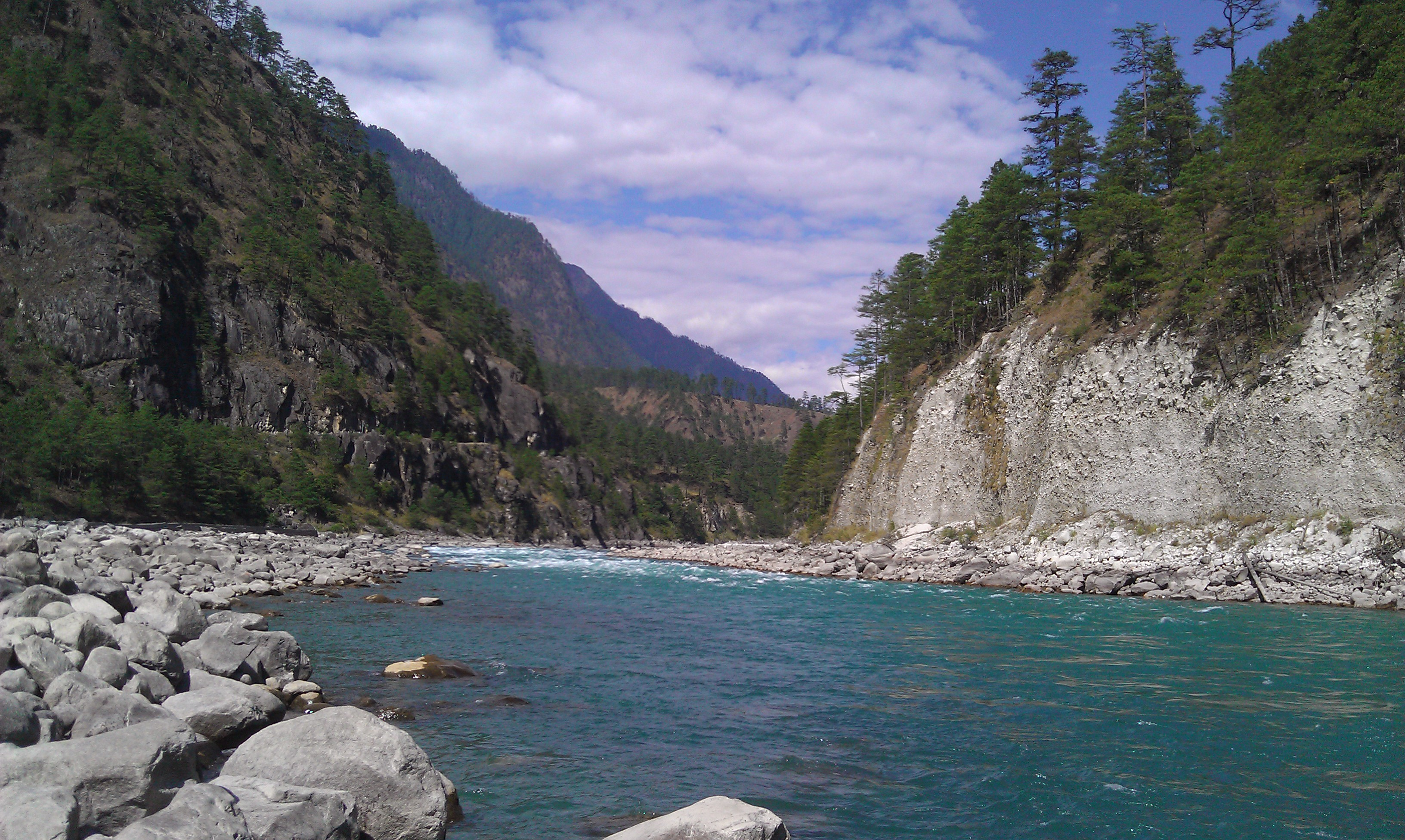
Photo de la rivière Lohit, Arunachal Pradesh, Inde du Nord

Nicolas Krick retrouve Louis Bernard à la fin du mois de novembre 1853 après être resté seul pratiquement un an. Le 10 décembre, Louis Bernard et Nicolas Krick reprennent contact avec Augustin Bourry sur le Brahmapoutre où ce dernier les attend depuis plusieurs mois. Une fois sur place, Nicolas Krick et Augustin Bourry cherchent à gagner le Tibet. Les derniers mois des deux missionnaires sont difficiles à retracer. Seules cinq lettres d'Augustin Bourry permettent de se faire une idée de leur expédition. Dans l'une d'elles, datée du 25 décembre 1853, A.Bourry écrit qu'ils sont à la recherche d'un guide qui puisse les accompagner. Nicolas Krick, que les tatouages en forme de croix des Abors intriguent depuis un certain temps, voudrait passer par le territoire de cette tribu plutôt que par celui des Mishmis.
Les deux missionnaires sont très conscients des dangers qu'ils courent en allant au Tibet. Nicolas Krick, encore malade, écrit aux supérieurs des Missions étrangères de Paris : « Tout le monde et même le docteur ce matin me dit que je ne me rétablirai qu'en sortant pour quelque temps de l'Assam. Mais je leur réponds que si je m'en sors ce sera pour le Tibet et non pour le Bengale. Si je meurs un autre me remplacera ».
Le 19 février les deux missionnaires, après négociations, remontent le Lohit en traversant le territoire des tribus Mishmis. Le 24 février, ils se rendent compte que la route suivie est trop difficile, le courant de la rivière est trop rapide. Ils font le reste du chemin à pied. Une autre lettre du 10 mai 1854 envoyée depuis un village de la tribu Mishmi permet de dire que les deux missionnaires ne progressent guère, qu'ils sont menacés par les tribus rencontrées qui tentent de piller leurs bagages. Le 25 juillet 1854, Krick et Bourry arrivent dans le premier village tibétain à Oualong, très éprouvés par le voyage. Augustin Bourry demande des médicaments et se plaint de la dureté de leurs conditions d'existence. Le 29 juillet, ils arrivent à Sommeu, Nicolas Krick projetant de partir pour Lhassa afin de demander l'autorisation de rentrer au Tibet. Ils occupent une maison du village.

##### Mort des missionnaires
Nicolas Krick est assassiné le 1er septembre 1854 par des membres de la tribu Mishmi, en même temps qu'Augustin Bourry. Le mobile du crime n'est pas clairement établi. On en a plusieurs versions : les guides qui accompagnent Nicolas Krick et Augustin Bourry affirment qu'un chef de tribu, Kaïsha, les a tués quand ils se trouvent dans leur hutte. D'autres évoquent un différend portant sur un drap que n'aurait pas donné Nicolas Krick lors du passage sur ses terres.
Une fois l'assassinat connu, les Anglais décident de mener une enquête et lancent une expédition punitive contre le chef Kaïsha. Au cours de celle-ci, ils récupèrent les effets personnels de Nicolas Krick et d'Augustin Bourry (dont sa flûte). Kaïsha est condamné à mort, mais grâce à l'intervention de Louis Bernard, sa peine est commuée en réclusion à perpétuité.
Des interrogatoires qui sont menés, on peut conclure que Nicolas Krick, malade, est dans sa hutte quand il a été tué, que son corps a été jeté dans la rivière, non loin du lieu du crime. Cependant l'arrestation du chef Kaïsha ne permet pas de connaître les raisons de son acte : vol, vengeance, hostilité au catholicisme sont trois des motifs que l'on évoque comme probables.
Quand ils apprennent la nouvelle de la mort des deux missionnaires en janvier 1855, les directeurs des Missions étrangères de Paris demandent à l'évêque de Calcutta de tout faire pour que le gouvernement britannique n'exerce pas de représailles contre les autochtones et n'intervienne pas politiquement.
Le fait que des objets personnels des deux prêtres soient retrouvés en 1854 au Tibet, incite Adrien Launay, prêtre et historien des Missions étrangères de Paris, à penser que l'assassinat des deux religieux a pu être commandité par les autorités tibétaines. Entre 1852 et 1854, les tensions sont vives entre Anglais et Tibétains et ces derniers considèrent Nicolas Krick et Augustin Bourry comme des Anglais. Cette thèse est en partie remise en question par Laurent Deshayes, dans son ouvrage Tibet (1846 - 1952), parce que le chef de tribu Kaïsha n'a jamais fait mention des Tibétains au cours des interrogatoires.

## Postérité religieuse

### Début d'hagiographie
La mort de Nicolas Krick est vite décrite comme étant celle d'un martyr. Les chroniques posthumes modifient les écrits de Nicolas Krick, notamment cette phrase : « si on nous tue, ce ne sera pas un martyre, ce sera un assassinat ». L'affirmation claire qu'il ne s'agit pas d'un martyre devient interrogation : « Si on nous tue, sera-ce un martyre ou un assassinat? »
Les directeurs des missions étrangères de Paris écrivent à l'archevêque de Calcutta en comparant la mort de Nicolas Krick à celle des martyrs du Viêt-Nam : « Le respect pour leur mémoire qui doit rappeler aux tribus sauvages au milieu desquelles ils sont passés que les martyrs de la charité et du zèle apostolique, aussi bien que le caractère tout spirituel de leur entreprise, dont ils se sont efforcés en toute occasion d'écarter jusqu'au moindre soupçon de vues politiques, nous semblent des raisons suffisantes de ne pas désirer l'intervention du gouvernement britannique. »
Quelques années plus tard, en 1862, Auguste Desgodins se mobilise pour que l'on entame le procès en béatification de Nicolas Krick et Augustin Bourry pour martyr, mais les directeurs des Missions étrangères de Paris n'y sont pas favorables, estimant que le « martyre pour la foi n'était pas bien constaté. »

### Postérité chez les tribus d'Assam
La politique menée par le gouvernement en vue de protéger les tribus de l'Arunachal Pradesh implique l'interdiction faite aux missionnaires de se rendre en cette région de l'Inde. Ce n'est qu'en 1978 qu'un prêtre salésien indien, le père Thomas Menamparampil, directeur d'école, parvient à rendre visite aux Mishmis à  l'invitation d'un des chefs de tribu. Lors de cette visite, le chef de la tribu et ses membres se convertissent au catholicisme contribuant par là à une expansion extraordinaire du christianisme dans la région. Le 2 août 1979, neuf cent vingt-quatre membres de la tribu des Noctes demandent le baptême.
Le père Thomas Menamparampil fait alors rédiger une vie de Nicolas Krick et Augustin Bourry à partir des archives de l'évêché ce qui contribue à renforcer la dévotion aux deux missionnaires, considérés comme les fondateurs de l'Église de l'Arunachal Pradesh. En 1981, Thomas Menamparampil est nommé évêque de Dibrugarh et tente d'organiser l'évangélisation de la région. En 1983, une école est ouverte, avec à la clé un progrès des conversions.
Thomas Menamparampil renoue le contact en 1991 avec les Missions étrangères de Paris, qui découvrent l'influence de Nicolas Krick et Augustin Bourry dans la région. En 1993, la première église est construite dans la région et est inaugurée en présence de Mère Teresa, qui soutient le projet. Les nouveaux chrétiens de la région demandent la béatification de Nicolas Krick et d'Augustin Bourry, dont le procès est en cours. Les Missions étrangères de Paris sont alors amenées à redécouvrir les deux missionnaires et à favoriser la publication et la diffusion des écrits de Nicolas Krick sur la vie de la première mission vers le Tibet du Nord. L'historienne Françoise Fauconnet-Buzelin publie un livre sur la mission du Tibet du Sud en 1999, et une étude du journal de Nicolas Krick est publiée en 2001 à partir des archives des Missions étrangères de Paris.

### Processus de reconnaissance par l'Église
À la mort de Nicolas Krick, il n'existe que très peu de publications sur sa vie. Aucune hagiographie n'est faite et les recherches entreprises n'ont permis de retrouver que ses actes de naissance et la correspondance avec des ecclésiastiques de l'époque, la région ayant subi de fortes destructions pendant la Seconde Guerre mondiale.
Méticuleux, Nicolas Krick conserve toutes ses homélies, qu'il laisse aux Missions étrangères de Paris avant son départ pour le Tibet. L'ensemble de ses homélies est conservé et publié dans le volume 1311 des archives des Missions étrangères de Paris, composé de 747 pages.
Ce n'est qu'en 1981, après le début de la conversion au christianisme d'une partie des Mishmis, que le Père Thomas Menamparampil est nommé évêque de Dibrugarh. La volonté de présenter Nicolas Krick et Augustin Bourry comme « fondateurs » de l'Église locale conduit à parler d'eux et à les proposer comme modèles. Un processus de béatification est en cours, ouvert par l'évêque du lieu Thomas Menamparampil.

## Postérité non spirituelle

### Journal de Voyage de Nicolas Krick
Pendant sa mission au Tibet, Nicolas Krick rédige deux rapports à caractère scientifique (et non religieux) qu'il fait parvenir en France. Ces deux rapports se révèlent importants pour la connaissance du Tibet alors relativement lacunaire.
Le premier (dans lequel il relate son voyage au Tibet), est rédigé durant l'été 1852 et envoyé à son professeur tibétologue Philippe-Édouard Foucaux. Il contient de précieuses informations sur les communautés tibétaines, informations d'ordre historique, géographique et ethnographique.
Le deuxième rapport est rédigé en mars 1853 après son voyage chez les Abors ; il est destiné à son professeur de médecine de l'hôpital Necker. Ces deux rapports sont partiellement publiés dans les Annales pour la propagation de la foi qui, d'entrée de jeu, mettent en garde contre le caractère original ou peu conventionnel des écrits de ce religieux. Nicolas Krick décrit les choses avec humour, chose relativement rare de la part d'un missionnaire, les missionnaires cherchant plutôt à produire des écrits édifiants qu'à portée scientifique.
L'intérêt de ces travaux pousse les responsables des Missions étrangères de Paris à en publier une version plus complète en 1854 sous le titre Relation d'un voyage au Thibet par M. l'abbé Krick. Certes, ce qui est publié est plus complet, mais certains passages sont réécrits pour que le style et la liberté de ton de Nicolas Krick ne choquent pas les lecteurs. En 1900, Adrien Launay reproduit de larges extraits des rapports de Nicolas Krick dans son histoire de la mission du Tibet. Et ce travail d'Alain Launay sert de base aux recherches postérieures. Des extraits de la Relation d'un voyage au Thibet sont également publiés dans le Journal of the Asiatic Society of Bengal en 1913, permettant ainsi aux ethnologues et explorateurs anglais de prendre connaissance des écrits de Nicolas Krick. Krick est l'une des plus anciennes sources d'origine occidentale pour les spécialistes de l'Inde du Nord-Est. En 2001, les archives des Missions étrangères de Paris publient  Tibet Terre Promise. Le journal de Nicolas Krick : missionnaire et explorateur (1851-1852), de Juliette Buzelin. En 2014, une romancière indienne, Mamang Dai, publie une biographie romancée intitulée The Black Hill à partir des lettres de Krick.

### Apport scientifique de Nicolas Krick
Les motivations de Nicolas Krick sont diverses. La première de celle-ci, c'est l'évangélisation des peuples en même temps que la volonté de procurer aux missions futures des renseignements sur le pays. Mais il y a aussi l'orgueil d'être le premier Européen sur les lieux. En outre, les écrits de Nicolas Krick révèlent un homme curieux, fasciné à l'idée d'explorer des pays inconnus et de découvrir des paysages qu'aucun Européen n'a jamais vus. Un homme aussi qui désire partager ses connaissances scientifiques « quoique prêtre ». Il y a aussi son patriotisme. Il entretient, certes, les meilleurs rapports avec les Anglais en Inde mais désire les dépasser. Ses notes et son journal laissent clairement transparaître qu'une grande partie du temps de son activité comme missionnaire est consacré à la science au travers de commentaires, levées de cartes, descriptions des tribus qu'il rencontre.
Son activité comme missionnaire au Tibet lui donne l'occasion de rassembler des informations sur une région alors complètement méconnue des Européens, et de les diffuser. Celles qui prennent place dans ses rapports permettent de dresser un tableau général du pays, même si celui-ci n'est pas complet. Il s'intéresse à la géologie et au climat bien qu'il n'ait pas eu d'altimètre permettant des mesures précises.
La description des Mishmis permet de voir l'influence de la culture française sur Nicolas Krick : le XIXe siècle est marqué par la volonté de classifier les hommes en fonction de "races". Nicolas Krick utilise le langage de l'époque, cherchant à classifier les différentes races présente au cours de ces expéditions. Néanmoins il semble plus influencé par la philosophie de Jean-Jacques Rousseau : la supériorité européenne n'est pas liée à la race, mais à la capacité des hommes à s'organiser en société. Nicolas Krick note une filiation des Mishmis avec les Chinois et s'étonne des comportements des tribus Mishmis entre elles qui se considèrent comme « non amies ».
La description des tribus Mishmis est là encore empreinte des idées de son temps : il les considère comme sauvages, dans la mesure où elles refusent la civilisation, mais dans le même temps admire leur absence de perversion et leur quasi-virginité. À propos des rapports hommes-femmes il s'étonne des différences dans ces relations avec ce qu'elles sont en Occident. Il décrit aussi de manière très précise les pratiques et certaines cérémonies religieuses. Toutes ses descriptions seront d'un grand intérêt pour la connaissance de ces peuples méconnus. Et les analyses anthropologiques et ethnologiques qui se lisent dans son journal permettent aussi d'avoir une trace de l'évolution et de la permanence des rites et des relations [pas clair].
Il y décrit aussi le fonctionnement du gouvernement tibétain, la collecte des impôts, l'organisation religieuse ; il met en cause les auteurs qui, préalablement à ses observations, voient dans la religion tibétaine la copie du catholicisme. Il décrit les cérémonies religieuses, les us et coutumes tibétains, alors mal connus des Occidentaux, et analyse les rapports sociaux des Tibétains, leurs jeux…
L'ensemble des éléments scientifiques transmis par Nicolas Krick, très descriptif, noté au fil de son exploration, en fait l'une des références pour les ethnologues spécialisés dans l'actuel Arunachal Pradesh : les livres anglais traitant des peuples du nord de l'Inde citent son nom et ses écrits traduits en anglais. L'intérêt de son journal est d'autant plus grand que les Mishmis n'ont pas de tradition écrite, et que le journal de Nicolas Krick est donc l'une des traces de leur histoire. En 1954, l'ethnologue anglais Verrier Elwin rend hommage à Nicolas Krick dans un article paru dans The illustrated Weekly of India le 7 novembre 1954. Ce n'est qu'à partir de l'année 1979, quand les chrétiens d'Arunachal Pradesh demandent des informations sur Nicolas Krick et son confrère Augustin Bourry, que les travaux scientifiques de Nicolas Krick commencent à être revisités par les Missions étrangères de Paris.

### Œuvres de Nicolas Krick
- Nicolas Michel Krick, Collection des sermons de Nicolas Krick
- Nicolas Michel Krick, Annales de la propagation de la foi, vol. 26, 1854, 479 p. (présentation en ligne), « Missions du Thibet »
- Nicolas Michel Krick, Relation d'un voyage au Thibet en 1852 et d'un voyage chez les Abors en 1853, 1854, 229 p. (lire en ligne)